# 冨樫真
冨樫 真（とがし まこと、1973年6月5日 - ）は、日本の女優。桐朋学園大学短期大学部演劇専攻修了。代表作は映画『恋の罪』（2011年）。

## 来歴・人物
1998年、蜷川幸雄演出の舞台『十二夜』にヴァイオラ役で主演し、注目を浴びる。ヒロインを演じた同年の映画『犬、走る DOG RACE』で、高崎映画祭新人女優賞を受賞。以後も、舞台、映画、テレビドラマ、CMなどで活躍している。
『犬、走る DOG RACE』、『閉じる日』などヌードシーンを演じることも厭わず、『マブイの旅』『恋の罪』ではヘアヌードを披露している。
以前はトムプロジェクトに所属していた。

## 出演
太字は主演。

### 舞台
1998年
- NODA MAP『ローリング・ストーン』（役名不明）
- 十二夜（主演・ヴァイオラ 役）

1999年
- 谷間の女たち（役名不明）

2000年
- ロベルトズッコ（役名不明）
- マリアの首（役名不明）
- ゴドーを待ちながら（役名不明）

2001年
- ゾンビな夜
- 地人会『昨日までのベッド』

2002年
- 子供騙し（2002・2005年）

2003年
- 島 isle（役名不明）

2004年
- 結城座糸人形劇『ハリネズミのハンス』（役名不明）
- 家（役名不明）
- リア王の悲劇（役名不明）
- クララと夢の世界へ（クララ 役）

2005年
- カラフト伯父さん（2005・2006）
- 夕空晴れて（役名不明）

2006年
- 東おんなに京おんな（役名不明）※第6回バッカーズ演劇奨励賞を受賞
- 骨唄…骨咲キ乱レテ風車…
- 鴎座『ハムレット/マシーン』

2007年
- 月のしずく（役名不明）

2008年
- 鬼灯町鬼灯通り三丁目

2009年
- PU-PU-JUICE『新・罪と罰』

2010年
- 藤島土建
- 百枚めの写真

2011年
- エル・スール わが心の博多、そして西鉄ライオンズ

2013年
- ヘンリー四世
- 新・藪の中

2014年
- 冬眠する熊に添い寝してごらん
- 冨樫真のおでかけ朗読会

2019年
- ピアノと物語『ジョルジュ』（2020・2021）[2]

2023年
- ロミオとジュリエット（キャピュレット夫人 役）[3]

### 映画
1990年代
- CURE（1997年）
- 犬、走る DOG RACE（1998年、桃花 役）
- 御法度（1999年）

2000年代
- 富江 replay（2000年、木下敦子 役）
- BROTHER（2000年）
- 閉じる日（2000年、我妻名雪 役）
- 狗神（2001年、ヒデ 役）
- 実録・夜桜銀次（2001年、本郷夕里 役）
- 実録・夜桜銀次2（2001年、本郷夕里 役）
- マブイの旅（2002年、金城文海 役）
- 名探偵 一日市肇（2005年、森下少年 役）
- 凍える鏡（2007年、矢崎由里子 役）
- 《a》symmetry アシンメトリー（2008年、友情出演）

2010年代
- 恋の罪（2011年、尾沢美津子 役）
- 蝉の女（2012年）
- Miss ZOMBIE（2013年、寺本志津子 役）
- WALKING MAN（2019年、佐巻真由美 役）

2020年代
- 踊ってミタ（2020年、三田の母 役）
- 瞽女GOZE（2020年、フジ親方 役）
- キャラクター（2020年）
- 大コメ騒動（2021年、沢辺フジ 役）
- メイド・イン・ヘヴン（2021年、明美 役）
- PLAY!〜勝つとか負けるとかは、どーでもよくて〜（2024年）[4]

### テレビドラマ
1999年
- 火曜サスペンス劇場「苦い夜」（相沢千恵 役）

2000年
- お局探偵 亜木子&みどりの旅情事件帳3（岡崎宏子 役）

2002年
- 黒い十人の女（七重）
- 自治会長・糸井緋芽子社宅の事件簿2（五月怜奈 役）

2003年
- カードGメン・小早川茜5（西田佳代 役）
- 女子刑務所東三号棟4
- 捜査検事・近松茂道2（大西玲子 役）

2005年
- コスメの魔法2（栗原ひとみ 役）

2006年
- 相棒season4 第17話「告発の行方」（創起出版週刊誌編集部員・原松美 役）

2007年
- 熱血ニセ家族（レギュラー・高井水無 役）

2009年
- おみやさん6 第13話（宮村里香子 役）

2010年
- 臨場 続章 第6話（山辺明恵 役）
- 東京駅お忘れ物預り所4（真鍋江利子 役）

2011年
- 越境捜査3（海野智子 役）

2012年
- 未解決事件 File.02 実録・オウム真理教（深山織枝 役）
- 大津放送局ショートドラマ ｢華の火。…それは、すべての人に見えない｣（主演・藤居葉子 役）
- 狩矢父娘シリーズ14（宮田弥生 役）
- 償い（草薙加寿子 役）

2013年
- 銀河鉄道の夜前・後編（ジョバンニの母 役）
- 母。わが子へ（高原佐保 役）
- 牙狼〈GARO〉〜闇を照らす者〜 第20話（華漣 役）

2014年
- トクボウ 警察庁特殊防犯課 第3話（綾野百合子 役）
- 女タクシードライバーの事件日誌7（美崎遥 役）
- 悪貨（張燕燕 役）

2015年
- 5人のジュンコ（レギュラー・江原 役）

2017年
- 連続ドラマＷ「楽園」（レギュラー・三和尚子 役）
- 連続ドラマＷ「沈黙法廷」第2回（藤原真理 役）
- 警視庁機動捜査隊216 VII 悪意の果て（今井瑠璃子 役）
- デッドストック〜未知への挑戦〜 第3話（南雲亜紀子 役）

2018年
- 連続ドラマＷ「真犯人」第2回
- 科捜研の女（川村ゆず 役）
- 執事 西園寺の名推理（山名裕美 役）
- 特捜9（森田亜紀子 役）
- 名奉行!遠山の金四郎（おとよ 役）
- 相棒season17 第8話「微笑みの研究」（栄光大学人間学部認知科学科研究室 准教授 高野鞠子 役）

2019年
- 連続ドラマＷ「坂の途中の家」（本田咲子 役）
- ミラー・ツインズ（吾妻麻由美 役）
- スキャンダル専門弁護士 QUEEN（神田貴理子 役）
- SICK'S 覇乃抄 〜内閣情報調査室特務事項専従係事件簿〜 （保母・保母波留子 役）
- おかしな刑事20（多部茜 役）
- 刑事7人（沖野恵子 役）
- サギデカ（福田亜佐美の母 役）

2020年
- 絶対零度（根岸真澄 役）

2021年
- 駐在刑事 2021 SP（安藤里美 役）
- おかえりモネ（野村道子〈明日美の母〉 役）
- 連続ドラマW「黒鳥の湖」（小森友紀恵 役）
- 連続ドラマW「ソロモンの偽証」（高木浅子 役）

2022年
- 妻、小学生になる。 （美咲 役）
- 相棒 season20 第16話「ある晴れた日の殺人」（中松陽子 役）
- 警視庁強行犯係・樋口顕（堀口燈子 役）
- クロステイル　〜探偵教室〜（レギュラー・皆川瑠依 役）

### ラジオドラマ
- 唐棣色の明日（1998年、主演・崎坂美波 役）
- 特集オーディオドラマ 戦争童話集「年老いた雌狼と女の子の話」（2002年、お母さん 役）
- FMシアター「三月の招待状」（2009年、段田麻美 役）
- 青春アドベンチャー「恋愛映画は選ばない」（2013年、全10回・剣持瑛美 役）
- FMシアター「眠れない女」（2017年、エヴァ 役）
- 青春アドベンチャー「女だてら」（2021年）

### 吹き替え
- ブラインデッド:ゾウズ・フー・キル（2022年、カリーナ・フーロプ 役〈ヘレ・ファグラリッド〉[5]）

### CM
- 大塚製薬「ネイチャーメイド・マルチビタミン」（1999年）
- KINCHO「キンチョール」（10万円篇）（2007年）
- ジョンソン「カビキラー」（2009年）
- SEIYU「シンカカク」（何が違うの？篇）（2013年）

## 出版
- 総合演劇雑誌『テアトロ』エッセイ（2006〜2007年）
- 冨樫真の「All you need is love!」（2006年12月号〜2007年4月号にわたり5回連載）

## 受賞歴
- 1998年 高崎映画祭最優秀新人女優賞受賞（「犬、走る DOG RACE」）
- 2006年 第6回バッカーズアワード演劇激励賞（「東おんなに京おんな」）